# Фуенхирола
Фуенхирола (шп. Fuengirola) град је у Шпанији у аутономној заједници Андалузија у покрајини Малага. Према процени из 2008. у граду је живело 68.646 становника.

## Становништво
Према процени, у граду је 2008. живело 68.646 становника.
| 1981.  | 1991.  | 2001.  |
| ------ | ------ | ------ |
| 30.606 | 37.742 | 49.675 |